# Coelotes plancyi
Coelotes plancyi är en spindelart som beskrevs av Simon 1880. Coelotes plancyi ingår i släktet Coelotes och familjen mörkerspindlar. Inga underarter finns listade i Catalogue of Life.